# Le Méridien Grand Hotel Nürnberg

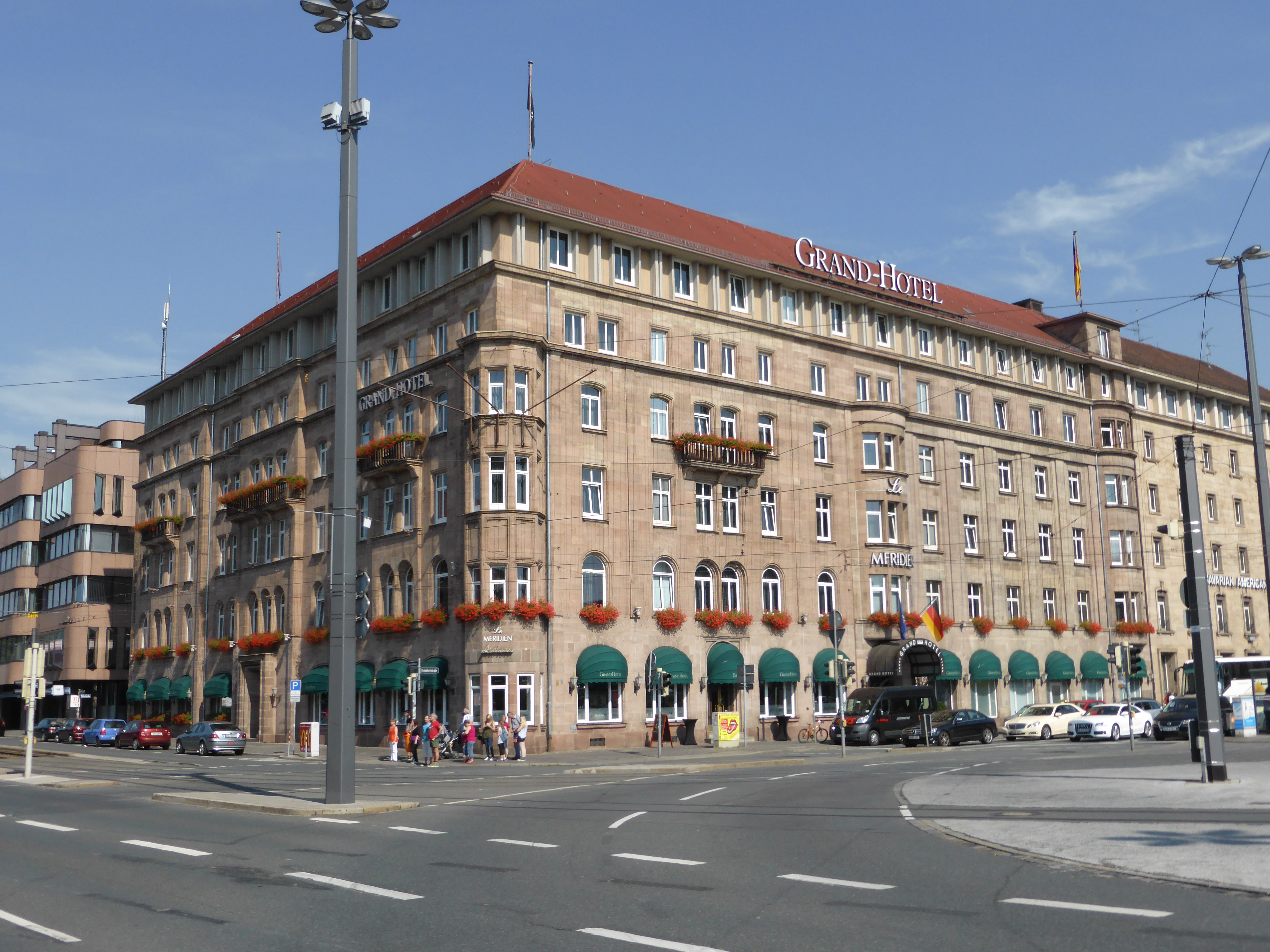

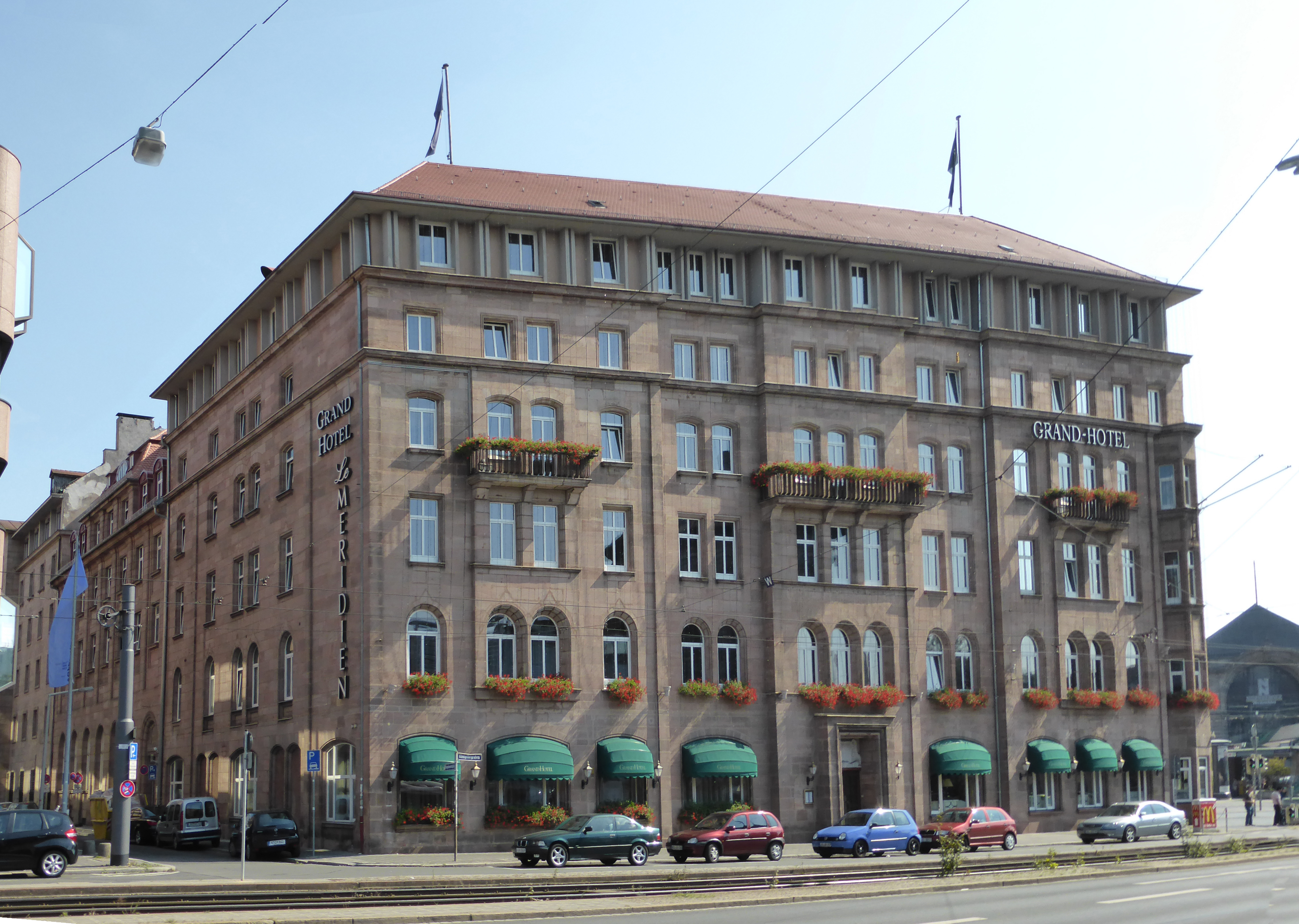

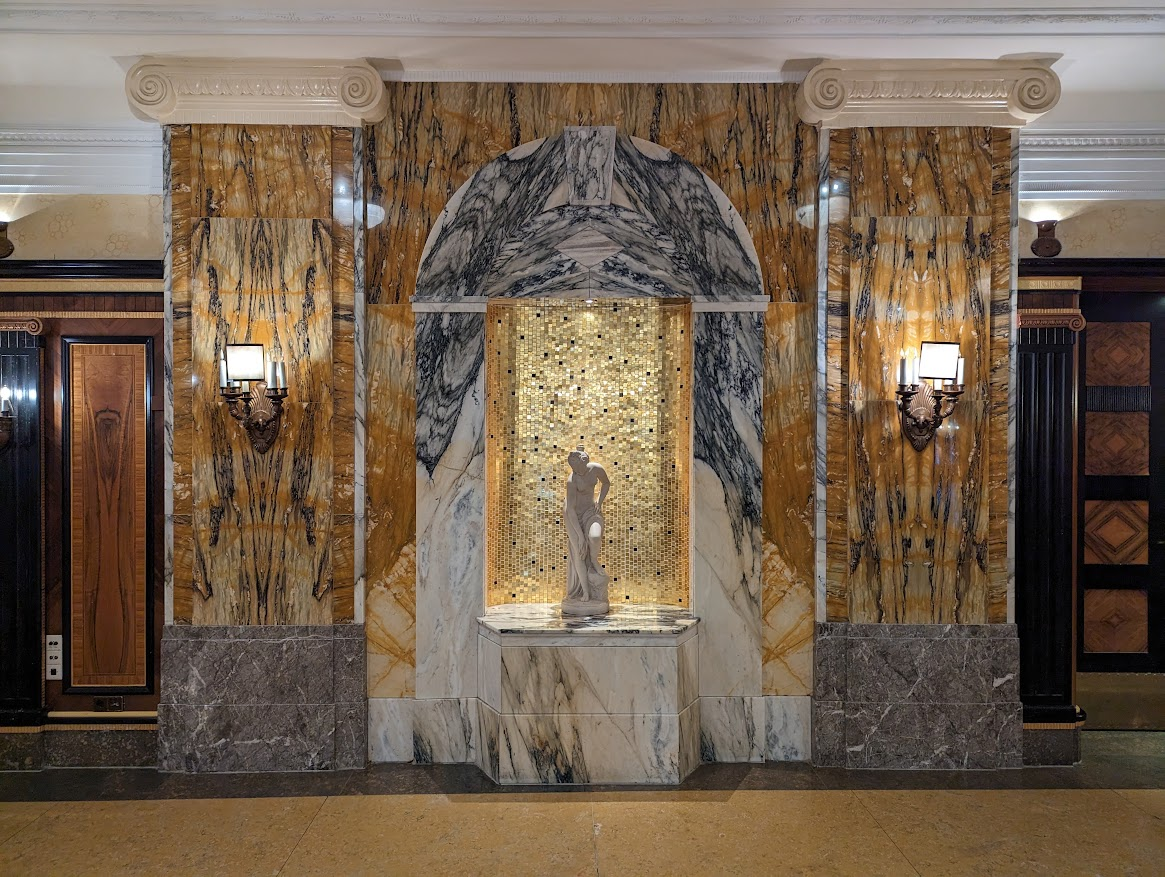

Le Méridien Grand Hotel Nürnberg ist ein Grand Hotel in Nürnberg. Es befindet sich in der Bahnhofstraße 1–3, unmittelbar gegenüber dem Hauptbahnhof Nürnberg und direkt am Eingang zur historischen Altstadt. Das Hotel existiert seit 1895, wurde mehrmals umgebaut und gehört seit 1996 unter dem Namen Le Méridien Grand Hotel zur Hotelkette Starwood Hotels & Resorts Worldwide.

## Geschichte
1895 erwarb Oskar Weigel das ehemalige Bauernhaus und baute dieses um eine dritte Etage aus. Ein Jahr später eröffnete das Grand Hotel Nürnberg mit circa 80 Zimmern und einem Badezimmer. 1906 erwarben Rudolf Lotz und seine Ehefrau Ingeborg das Hotel. Anfang des 20. Jahrhunderts etablierte sich das Grand Hotel als Anlaufstelle für Gäste der internationalen High Society. Lotz ließ 1911 am 25. Juli einen Anbau an der Bahnhofstraße 3 beginnen und nach Abschluss der Bauarbeiten 1912 besaß das Hotel 35 Privatbäder und 5 Appartements. Alle Zimmer waren luxuriös mit Spannteppichen, Mahagoni- und Kirschbaum-Einbaumöbeln sowie Telefonanschluss ausgestattet. Rechts vom Haupteingang des Hotels entstand ein Grillroom. Rund um den Innenhof, dem heutigen Albrecht-Dürer-Saal, wurden Konferenzräume eingerichtet. Der Richard-Wagner-Saal blieb bis auf die Kronleuchter unverändert.
Nach dem Tod von Rudolf Lotz führte dessen Witwe das Hotel vorerst alleine, dann mit ihrem zweiten Ehemann Georges Richert weiter. Seit 1921 verfügen alle Zimmer des alten Bauteils über fließendes Wasser. Man schuf je Stockwerk zudem drei neue Privatbäder und gestaltete den Speisesaal in ein modernes Restaurant um. Der ehemalige Grillroom wandelte sich in das neue Palast Café. 1937 war das Hotel im Rahmen des Reichsparteitages ausschließlich für Hitlers Ehrengäste reserviert. Zudem wurde hier in den Folgejahren eine Geschäftsstelle der Reichskanzlei eingerichtet.
Das Hotel diente nach Ende des Zweiten Weltkrieges als Hauptquartier der amerikanischen Armee. 1954 wurde das Hotel an die Familie Lotz zurückgegeben und Größen aus Wirtschaft, Politik und Showgeschäft logierten wieder dort. 
1988 ging das Grand Hotel in den Besitz der englischen Hotelgesellschaft Forte Hotels PLC über. Das Erdgeschoss ist im Stil der Jahrhundertwende renoviert. 1996 übernahm Granada PLC Forte Hotels und gliederte das Grand Hotel im November in die international bekannte Marke der Le Méridien Hotels ein. Seitdem nennt es sich Le Méridien Grand Hotel Nürnberg. Das Le Méridien Grand Hotel Nürnberg ist seit November 2005 ein Teil von Starwood Hotels & Resorts. 
Seit 2009 bietet das Hotel nach einer erneuten Renovierung 192 Zimmer und Suiten an, ein Restaurant sowie mehrere Veranstaltungsräume, unter anderem den Richard-Wagner-Saal, der den Zweiten Weltkrieg unzerstört überstanden hat.